# Mario Cimarro
 (septembre 2012).
Si vous disposez d'ouvrages ou d'articles de référence ou si vous connaissez des sites web de qualité traitant du thème abordé ici, merci de compléter l'article en donnant les références utiles à sa vérifiabilité et en les liant à la section « Notes et références ».
Mario Cimarro, né Mario Antonio Cimarro Paz le 1er juin 1971 à La Havane à Cuba, est un acteur cubain, naturalisé mexicain.

## Biographie
Ses parents se nomment Luis Antonio Cimarro et Maria Caridad Paz. Il a une sœur, Maria Antonia Paz Cimarro.
En 1994, il quitte Cuba pour Mexico afin de devenir acteur. Il étudie alors avec des professeurs tels qu'Adriana Barraza et Sergio Jimenez. Il obtient un diplôme en arts dramatiques.

### Carrière
En 1996, il joue dans Roméo + Juliette dirigé par Baz Luhrmann et en 1997 dans Managua. Puis, il reçoit plusieurs propositions de rôles pour jouer à l'étranger. Ainsi, il voyage en Argentine, au Venezuela, en Colombie. 
Il participe à deux telenovelas : Pasión de Gavilanes et Le corps du désir et joue également dans la telenovela Amour océan aux côtés de Zuria Vega où il tient le rôle de Victor-Emmanuel Candilice. À cette occasion il travaille avec l'écrivain Julio Jimenes. Il est alors dirigé par Rodrigo de Triana.
Il poursuit sa carrière en tenant le rôle de Juju dans Rockaway produit par les studios First Look et réalisé par les frères Crook. Il tient également le premier rôle dans le film Puras Joyitas qu'il co-produit. Ce film, réalisé par Cesar Oropeza, devient rapidement numéro un au box-office au Venezuela[réf. nécessaire].
Depuis le début de novembre 2016, à Alméria en Espagne, Mario Cimarro enregistre le long métrage Jesús de Nazareth produit par José Manuel Brandariz et dirigé par Rafael Lara où il incarne Juan Bautista aux côtés de Julián Gil qui tient le rôle-titre.

## Filmographie sélective

### Telenovelas
- 1995 : Acapulco, cuerpo y alma
- 1996 : Sentimientos ajenos : Ramiro
- 1997 : Gente bien : Gerardo
- 1998 : La mujer de mi vida : Antonio Adolfo Thompson Reyes
- 1998 : La usurpadora : Luciano Alcantara
- 2000 : La casa en la playa : Roberto Villarreal
- 2000 : Amor latino : Ignacio Nacho Domeq
- 2001 : Mas que amor frenesi : Santiago Guerrero
- 2002 : Gata salvaje : Luis Mario Arismendi
- 2003-2004 : Pasión de Gavilanes : Juan Reyes
- 2005 : Le corps du désir (El cuerpo del deseo) : Salvador Cerinza et Don Pédro Donoso
- 2007-2008 : La traición : Hugo de Medina / Alcides de Medina
- 2009 : Amour océan (Mar de amor) : Victor-Emmanuel Candilice, capitaine de bateau
- 2011 : Los herederos del Monte : Juan Del Monte
- 2012 : La Diva du divan (Necessary Roughness) : Augosto
- 2016 : Vuelve temprano (telenovela mexicaine, 2016)  : Inspecteur Antonio Avelica "El Lobo"

### Cinéma
- 1996 : Roméo + Juliette (Romeo + Juliet) : Capulet Bouncer
- 1997 : The Cuban Connection : Pablo
- 1997 : Managua
- 2007 : Rockaway : Juju
- 2007 : Puras Joyitas
- 2010 : We Are The World
- 2012 : The Black Russian : Dominic
- 2012 : Mediterranean Blue : Andres

## Discographie
- 2008 : Tu deseo